# Goniocotes gallinae
Goniocotes gallinae – pasożyt należący obecnie do Phthiraptera, według dawnej systematyki należał do wszołów. Jest pasożytem kury domowej.
Samiec długości 0,8-0,9 mm, samica 1,3 mm. Bytują na całym ciele w piórach, z upodobaniem grzbietu i piersi. Kosmopolityczny.